# 大坪庸介
大坪 庸介（おおつぼ ようすけ、1971年 - ）は、日本の心理学者。専門は社会心理学、進化心理学。東京大学大学院人文社会系研究科教授。

## 人物・経歴
1994年3月に北海道大学文学部行動科学科を卒業。1996年3月、北海道大学大学院文学研究科行動科学専攻修士課程を修了し、修士（行動科学）の学位を取得。同年4月、北海道大学大学院文学研究科行動科学専攻博士課程に進学。1997年8月、北イリノイ大学心理学研究科博士課程に入学。
2000年3月、北海道大学大学院文学研究科行動科学専攻博士課程を退学。2000年6月、北海道大学大学院文学研究科助手を務めた（～2002年3月）。2000年8月、北イリノイ大学大学院心理学研究科博士課程を修了し、Ph.D. (Psychology)の学位を取得した。
2002年4月、奈良大学社会学部講師に就任（～2006年3月）。2006年4月、同助教授（～2007年3月）。2007年4月、神戸大学大学院人文学研究科准教授に転任（～2019年3月）。2019年4月、同研究科教授に昇任（～2021年3月）。2021年4月、東京大学大学院人文社会系研究科准教授に着任。2023年4月、同研究科教授に昇任。
専門は社会心理学、進化心理学。学会活動として、2008年より日本人間行動進化学会理事、2019年より日本社会心理学会理事を務めるなどした。2020年より日本学術会議連携会員、2021年～2022年には日本グループ・ダイナミックス学会理事も務めた。

## 受賞歴
- 2015年：日本社会心理学会優秀論文賞[5][1]
- 2016年：神戸大学優秀若手研究賞[1]

## 著作
- ロバート・H・フランク（著）・山岸俊男（監訳）、大坪庸介・他（共訳）『オデッセウスの鎖：適応プログラムとしての感情』サイエンス社、1995年
- 佐伯胖・亀田達也（編）『進化ゲームとその展開』翻訳（アムノン・ラパポート（著）・大坪庸介（訳）「ゲーム理論──認知研究への貢献」）、共立出版、2002年
- 唐沢穣・村本由紀子（編）『展望 現代の社会心理学3 社会と個人のダイナミクス』分担執筆（大坪庸介「集団問題解決──問題解決装置としての小集団とその性能」）、誠信書房、2011年
- 北村英哉・大坪庸介 著『進化と感情から解き明かす社会心理学 (有斐閣アルマ. Specialized)』有斐閣、2012年4月
- 川越敏司（編）『経済学に脳と心は必要か？』分担執筆（大坪庸介「“心”抜きの経済学は社会を幸せにできるのか 進化心理学の立場から」）、河出書房新社、2013年
- 大坪庸介・アダム・スミス 著『英語で学ぶ社会心理学 (有斐閣ブックス ; 699)』有斐閣、2017年12月
- T. Kawagoe & H. Takizawa (Eds.), Diversity of experimental methods in economics 分担執筆（Ohtsubo, Y., & Tanaka, H. "Evolutionary psychology and economic game experiments."）、Springer Nature、2019年
- 日本心理学会（監修）・大渕憲一（編）『紛争と和解を考える 集団の心理と行動』分担執筆（大坪庸介「何が和解をうながすのか──個人間の葛藤解決から集団間の紛争解決を考える」）、誠信書房、2019年
- 日本感情心理学会（企画）・内山伊知郎（監修）『感情心理学ハンドブック』分担執筆（大坪庸介「進化と感情」）、北大路書房、2019年
- 小田亮, 橋彌和秀, 大坪庸介, 平石界 編『進化でわかる人間行動の事典』朝倉書店、2021年5月
- 大坪庸介 著『仲直りの理 : 進化心理学から見た機能とメカニズム』ちとせプレス、2021年10月
- 大坪庸介 著『進化心理学 (放送大学教材. 心理と教育コース/専門科目)』放送大学教育振興会、2023年3月
- 小田亮, 大坪庸介 編『広がる!進化心理学』朝倉書店、2023年6月